# Långtjärnen (Ramsele socken, Ångermanland, 706718-153989)
Långtjärnen är en sjö i Sollefteå kommun i Ångermanland och ingår i Ångermanälvens huvudavrinningsområde.